# Rick Carlisle
Richard Preston Carlisle (Ogdensburg, Nueva York, 27 de octubre de 1959) es un exjugador y entrenador de baloncesto estadounidense que entrena a los Indiana Pacers de la NBA. Con 1,96 metros de altura, jugaba en la posición de base. Como jugador, ganó un anillo en 1986 con Boston Celtics y como entrenador otro anillo en 2011 con Dallas Mavericks.

## Trayectoria deportiva

### Jugador

#### Universidad
Jugó dos temporadas con los Black Bears de la Universidad de Maine, siendo transferido en 1982 a los Cavaliers de la Universidad de Virginia, donde jugó otras dos, promediando en total 12,6 puntos, 3,6 asistencias y 3,3 rebotes por partido.

#### Profesional
Fue elegido en la septuagésima posición del Draft de la NBA de 1984 por Boston Celtics, con los que jugó tres temporadas, siendo siempre una de las últimas opciones del banquillo. A pesar de ello se proclamó campeón en 1986 tras derrotar en las finales a los Houston Rockets.
Tras un breve paso por la CBA para jugar en los Albany Patroons de Bill Musselman, fichó por los New York Knicks, donde jugó una temporada en la que promedió 2,8 puntos y 1,2 asistencias por partido.
Después de perderse una temporada entera por una lesión en el hombro, jugó 5 partidos con los New Jersey Nets antes de retirarse definitivamente.

### Entrenador

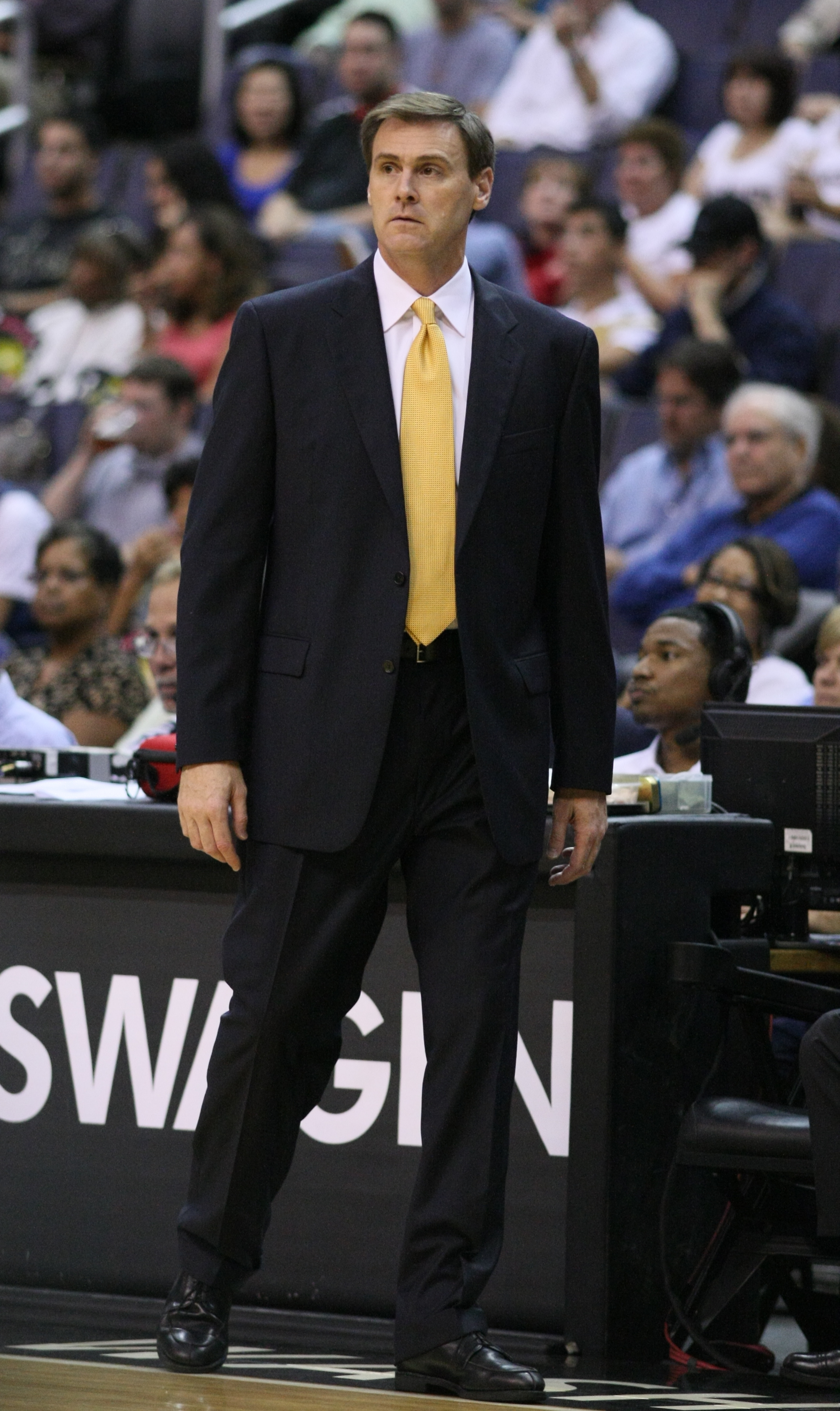
Rick Carlisle, con los Dallas Mavericks en 2009.

Antes de ser entrenador principal fue asistente de los New Jersey Nets (1989-1994), de Portland Trail Blazers (1994-1997) y de los Indiana Pacers (1997-2000).

#### Detroit Pistons
Luego debutó como entrenador principal en el banquillo de Detroit Pistons, en la temporada 2001-02. En su primer año, se llevó el premio al mejor entrenador del año y colocó a unos Pistons que venían de cuajar unas temporadas con un bagaje muy escaso en las posiciones más altas de la Conferencia Este. En las dos campañas que pasó en Míchigan, consiguió el mismo balance, 50-32.

#### Indiana Pacers
En el verano de 2003 ocupó la posición que había dejado vacante Isiah Thomas al aceptar el cargo de entrenador de los Pacers.
Tras terminar la temporada 2006–07 con un récord de 35–47 y perdiéndose los playoffs por primera vez desde 1997, el general manager de la franquicia Larry Bird, despidió a Carlisle como técnico principal. Carlisle acató la decisión , ya que en cuatro temporadas con los Pacers, su récord era de 181–147. A pesar de ello, los Pacers le ofrecieron quedarse dentro del club en un puesto de comunicación, pero el 12 de junio de 2007 rechazó la oferta.

#### Dallas Mavericks
El 9 de mayo de 2008, Carlisle firmó un contrato por cuatro años con los Dallas Mavericks de Mark Cuban, reemplazando a Avery Johnson. Los condujo a un récord de 50-32, incluyendo una victoria de primera ronda contra los San Antonio Spurs. Perderían ante los Denver Nuggets 4-1 en las semifinales de la conferencia del oeste. El año siguiente llevó a los Mavericks a un récord de 55-27, primeros en la División Suroeste y segundos en el Oeste, perdiendo finalmente en primera ronda contra los Spurs. En 2010, Dallas ganó dieciséis de sus primeros veinte partidos en la competencia de la Conferencia Oeste.
La temporada 2010-11 fue la mayoría éxito para Carlisle como entrenador, los Mavericks terminaron la temporada regular con un 57-25 de victorias y derrotas. El 8 de mayo de 2011, los Mavericks barrieron a las dos veces campeones defensores Los Angeles Lakers en las semifinales de la Conferencia Oeste.
El 25 de mayo de 2011, como entrenador llevó a los Mavericks a la victoria de la serie 4-1 sobre los Thunder de Oklahoma City en la final de la Conferencia Oeste, Esta fue su primera victoria en una serie Finales de la Conferencia Oeste. En el 2011 en las Finales de la NBA, fue entrenador de los Mavericks en la victoria en la serie 4-2 sobre los Miami Heat para ganar el primer campeonato de la franquicia.
Al año siguiente, en primera ronda de playoffs, caen derrotados por 0–4 contra los Thunder. El 15 de mayo de 2012, Carlisle renueva por cuatro años con los Mavs.
En 2013, finalizaron la temporada con un 41–41, perdiéndose los playoffs por primera vez desde el 2000. En 2014, volvieron a playoffs como octavos de conferencia (49–33), y llevaron a su rival de primera ronda al séptimo partido- Finalmente la eliminatoria se la llevaron los San Antonio Spurs (3-4), quienes acabarían ganando las Finales de 2014.
El 30 de enero de 2015, consigue su victoria número 600 como entrenador. El 5 de noviembre de 2015 renueva por cinco años más.
El 2 de diciembre de 2017, alcanza su victoria número 700. Y el 13 de enero de 2021, consigue su victoria número 800 como entrenador.
El 17 de junio de 2021, 11 días después de la eliminación en primera ronda, rescinde su contrato con los Mavs, a pesar de quedarle aún dos años.

#### Vuelta a Indiana
El 24 de junio de 2021 se conoció su contratación por Indiana Pacers, siendo su segunda etapa como entrenador principal de la franquicia.
En octubre de 2023 renueva su contrato con los Pacers.
Durante su cuarta temporada en Indiana, fue elegido Entrenador del Mes de enero de la Conferencia Este. Ya en postemporada, el 1 de junio de 2025, su plantilla consiguió vencer a los New York Knicks por 4-2 en Finales de Conferencia, llegando de esta forma de nuevo a las Finales 25 años después, cuando estaba justamente allí como asistente.

## Estadísticas de su carrera en la NBA
|  | Denota temporada en la que fue Campeón de la NBA |

### Temporada regular
| Año     | Equipo     | PJ  | PT | MPP | %TC  | %3P  | %TL  | RPP | APP | ROB | TPP | PPP |
| ------- | ---------- | --- | -- | --- | ---- | ---- | ---- | --- | --- | --- | --- | --- |
| 1984-85 | Boston     | 38  | 0  | 4.7 | .388 | .000 | .882 | .6  | .7  | .1  | .0  | 1.8 |
| 1985-86 | Boston     | 77  | 1  | 9.9 | .487 | .000 | .652 | 1.0 | 1.4 | .2  | .1  | 2.6 |
| 1986-87 | Boston     | 42  | 0  | 7.1 | .326 | .313 | .750 | .7  | .8  | .2  | .0  | 1.9 |
| 1987-88 | New York   | 26  | 0  | 7.8 | .433 | .353 | .909 | .5  | 1.2 | .4  | .2  | 2.8 |
| 1989-90 | New Jersey | 5   | 0  | 4.2 | .143 | .000 | –    | .0  | 1.0 | .2  | .2  | .4  |
| Total   | Total      | 188 | 0  | 7.8 | .422 | .229 | .775 | .8  | 1.1 | .2  | .0  | 2.2 |

### Playoffs
| Año   | Equipo   | PJ | PT | MPP | %TC  | %3P  | %TL  | RPP | APP | ROB | TPP | PPP |
| ----- | -------- | -- | -- | --- | ---- | ---- | ---- | --- | --- | --- | --- | --- |
| 1986  | Boston   | 10 | 0  | 5.4 | .533 | -    | .750 | .5  | .8  | .2  | .0  | 1.9 |
| 1988  | New York | 2  | 0  | 4.0 | .250 | .000 | -    | 1.0 | .0  | .5  | .0  | 1.0 |
| Total | Total    | 12 | 0  | 5.2 | .474 | .000 | .750 | .6  | 0.7 | .3  | .0  | 1.8 |

## Estadísticas como entrenador
| Equipo  | Año     | P    | V   | D   | V–D% | Finalizado       | PP  | VP | DP | PV–D% | Resultado                            |
| ------- | ------- | ---- | --- | --- | ---- | ---------------- | --- | -- | -- | ----- | ------------------------------------ |
| Detroit | 2001-02 | 82   | 50  | 32  | .610 | 1.º en Central   | 10  | 4  | 6  | .400  | Pierde en Semifinales de Conferencia |
| Detroit | 2002-03 | 82   | 50  | 32  | .610 | 1.º en Central   | 17  | 8  | 9  | .471  | Pierde en Finales de Conferencia     |
| Indiana | 2003-04 | 82   | 61  | 21  | .744 | 1.º en Central   | 16  | 10 | 6  | .625  | Pierde en Finales de Conferencia     |
| Indiana | 2004-05 | 82   | 44  | 38  | .537 | 3.º en Central   | 13  | 6  | 7  | .585  | Pierde en Semifinales de Conferencia |
| Indiana | 2005-06 | 82   | 41  | 41  | .500 | 3.º en Central   | 6   | 2  | 4  | .333  | Pierde en Primera ronda              |
| Indiana | 2006-07 | 82   | 35  | 47  | .427 | 4.º en Central   | —   | —  | —  | —     | No playoffs                          |
| Dallas  | 2008-09 | 82   | 50  | 32  | .610 | 3.º en Southwest | 10  | 5  | 5  | .500  | Pierde en Semifinales de Conferencia |
| Dallas  | 2009-10 | 82   | 55  | 27  | .671 | 1.º en Southwest | 6   | 2  | 4  | .333  | Pierde en Primera ronda              |
| Dallas  | 2010-11 | 82   | 57  | 25  | .695 | 2.º en Southwest | 21  | 16 | 5  | .762  | Gana Finales NBA                     |
| Dallas  | 2011-12 | 66   | 36  | 30  | .545 | 3.º en Southwest | 4   | 0  | 4  | .000  | Pierde en Primera ronda              |
| Dallas  | 2012-13 | 82   | 41  | 41  | .500 | 4.º en Southwest | —   | —  | —  | —     | No playoffs                          |
| Dallas  | 2013-14 | 82   | 49  | 33  | .598 | 4.º en Southwest | 7   | 3  | 4  | .429  | Pierde en Primera ronda              |
| Dallas  | 2014-15 | 82   | 50  | 32  | .610 | 3.º en Southwest | 5   | 1  | 4  | .200  | Pierde en Primera ronda              |
| Dallas  | 2015-16 | 82   | 42  | 40  | .512 | 2.º en Southwest | 5   | 1  | 4  | .200  | Pierde en Primera ronda              |
| Dallas  | 2016-17 | 82   | 33  | 49  | .402 | 4.º en Southwest | —   | —  | —  | —     | No playoffs                          |
| Dallas  | 2017-18 | 82   | 24  | 58  | .293 | 4.º en Southwest | —   | —  | —  | —     | No playoffs                          |
| Dallas  | 2018-19 | 82   | 33  | 49  | .402 | 5.º en Southwest | —   | —  | —  | —     | No playoffs                          |
| Dallas  | 2019-20 | 75   | 43  | 32  | .573 | 2.º en Southwest | 6   | 2  | 4  | .333  | Pierde en Primera ronda              |
| Dallas  | 2020-21 | 72   | 42  | 30  | .583 | 1.º en Southwest | 7   | 3  | 4  | .429  | Pierde en Primera ronda              |
| Indiana | 2021-22 | 82   | 25  | 57  | .305 | 4.º en Central   | —   | —  | —  | —     | No playoffs                          |
| Indiana | 2022-23 | 82   | 35  | 47  | .427 | 4.º en Central   | —   | —  | —  | —     | No playoffs                          |
| Indiana | 2023-24 | 82   | 47  | 35  | .573 | 3.º en Central   | 17  | 8  | 9  | .471  | Pierde en Finales de Conferencia     |
| Indiana | 2024-25 | 82   | 50  | 32  | .610 | 2.º en Central   | 23  | 15 | 8  | .652  | Pierde en Finales NBA                |
| Total   | Total   | 1853 | 993 | 860 | .536 |                  | 173 | 86 | 87 | .497  |                                      |